# Adokiye Amiesimaka
Adokiye Amiesimaka (né le 23 novembre 1956 dans la fédération du Nigeria) est un footballeur international nigérian, qui évoluait au poste d'attaquant.

## Biographie

### Carrière en sélection
Avec l'équipe du Nigeria, il figure dans le groupe des sélectionnés lors des CAN de 1978 et de 1980. Il remporte la compétition en 1980.
Il participe également aux Jeux olympiques de 1980. Lors du tournoi olympique organisé en Union soviétique, il joue deux matchs, contre le Koweït et la Tchécoslovaquie.
Il dispute enfin six matchs comptant pour les tours préliminaires de la coupe du monde, lors des éditions 1978 et 1982.

## Palmarès
Nigeria
- Coupe d'Afrique des nations (1) :
  - Vainqueur : 1980
  - Troisième : 1978